# Andrew Seth Pringle-Pattison
Andrew Seth Pringle-Patison (före 1898 enbart Seth), född den 20 december 1856 i Edinburgh, död den 2 december 1931, var en skotsk filosof. Han var bror till James Seth.
Seth Pringle-Pattison blev professor i Cardiff 1883, i Saint Andrews 1887 samt var 1891–1919 professor i logik och metafysik i Edinburgh. Åren 1911–1913 var han Gifford Lecturer vid Aberdeens universitet. Mot Greens lära om ett allmänt medvetande invände han, att detta är en hypostasering av en logisk abstraktion. Tänkandet är alltid en funktion hos en viss tänkare. Hegelianismen begår det felet att sammanblanda kunskapslära och ontologi; det finns alltid en skillnad mellan det individuella medvetandet och den objektiva verkligheten. Gentemot Bradleys teori om det absoluta invänder Seth Pringle-Pattison, att vi inte kan göra oss någon föreställning om ett tänkande, som skulle ha samma omedelbarhet som känslan. För att veta något om Guds erfarenhet måste vi själva vara Gud. Men genom vår moraliska och religiösa erfarenhet har vi dock en partiell kunskap om det gudomliga. Bland hans skrifter märks The development from Kant to Hegel (1882), Essays in philosophical criticism (tillsammans med lord Haldane, 1883), Scottish philosophy (1885), Hegelianism and personality (1887), Man's place in the cosmos (1897; 2:a upplagan 1902), Two lectures on theism (1897), The philosophical radicals and other essays (1907) samt flera uppsatser i Philosophical Review.